# 日立精機

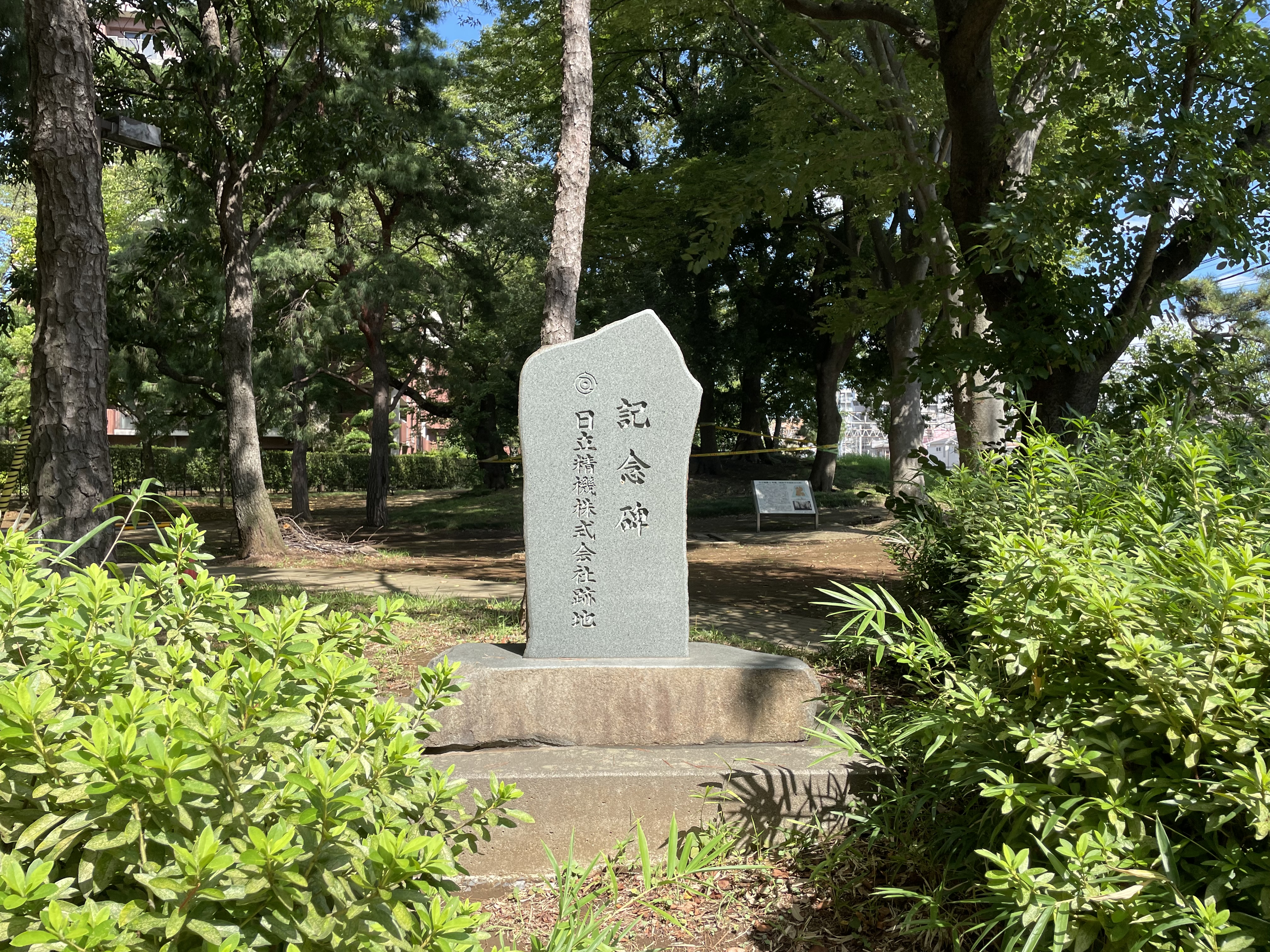
我孫子古墳公園（我孫子市）にある日立精機跡地記念碑

日立精機株式会社（ひたちせいき）は、かつて存在した大手工作機械メーカーである。本社は千葉県我孫子市にあった。
NC旋盤などの工作機械を主力商品としたが、バブル崩壊後の設備投資意欲の減退の影響を受け経営破綻した。その後、工作機械に関わる事業の大半は森精機製作所（現在のDMG森精機）に引き継がれた（汎用フライス盤事業は委託生産先のエツキに引き継がれた）。2004年9月にグループ各社と共に破産宣告を受けた。民事再生法適用申請時には東証1部、大証1部及び名証1部に上場していた。
過去に日立製作所の子会社だった経緯から「日立」を冠しているが、1945年に完全に分離し、日立グループにも属していなかった。

## 沿革
- 1936年7月8日 - 国産精機株式会社として設立、工作機械の製造·販売を開始。（旧日産コンツェルンの源流、国産工業の子会社）
- 1939年5月 - 東京瓦斯電気工業の造機部門が日立製作所により買収され、日立工作機株式会社設立。
- 1941年12月 - 国産精機、日立工作機及びフライス盤大手の篠原機械製作所の3社が合併、日立精機株式会社創立。
- 1945年 - 川崎工場が分離し、日立製作所川崎工場（後の日立精工、現在のビアメカニクス）が設立され、当社は日立グループより離脱。
- 1953年12月 - 東証に上場（証券コードは6106）。
- 1991年3月期 - 年売上高のピークを記録（約604億7200万円）。
- 2000年 - 株式会社エツキ（山形県村山市）に汎用フライス盤を委託生産させ、自社ブランドでOEM販売開始。
- 2002年3月期 - 年売上高は約251億8900万円まで減少。
- 2002年
  - 8月19日 - 民事再生法の適用を申請。負債総額は約504億円。
  - 9月11日 - 森精機製作所が営業譲渡の契約締結を発表し、子会社である森精機興産に譲渡する。森精機興産は社名を森精機ハイテックに改称（譲渡金額は26億円、引継債務はなし）。
  - 11月20日 - 上場廃止。
- 2004年9月 - 破産宣告。